# Codex Hersfeldensis

Folio des Hersfelder Quaternio aus dem Codex Aesinas (Agricola c. 19, 2 – 21, 1)

Der Codex Hersfeldensis war eine frühmittelalterliche Handschrift des 9. Jahrhunderts. Der Codex wurde zwischen 830 und 850 geschrieben und befand sich in der ersten Hälfte des 15. Jahrhunderts in der Abtei Hersfeld. 1455 durch Enoch von Ascoli nach Italien verbracht, wurde der Codex aufgeteilt, kopiert und ist seitdem verschollen. Der Codex Hersfeldensis gilt als Urhandschrift für die heutigen überlieferten Handschriften der Opera minora – die kleineren Werke Tacitus’, unter anderem die sogenannte Germania.
1425 wurde der Apostolische Sekretär, Humanist und Sammler lateinischer Handschriften Poggio Bracciolini durch den Hersfelder Mönch Heinrich von Grebenstein während dessen Aufenthalt in Rom über den Fund von Abschriften antiker Werke informiert. Grebenstein sandte Poggio eine Bestandsliste der Schriften. Poggio erkannte den Wert der Funde und sandte daraufhin seinen Agenten Niccolò Niccoli zur genauen Bestandsaufnahme nach Hersfeld. Dieser nannte 1431 als in dem Codex enthaltene Werke drei Schriften des Tacitus (Germania, Agricola, Dialogus de oratoribus) und ein Fragment von Suetons De grammaticis et rhetoribus aus De viris illustribus mit ihrem Incipit und Umfang in Folia:
- Cornelii Taciti De origine et situ Germanorum liber, […] xii folia
- Cornelii Taciti De vita Iulii Agricolae, […] xiiii folia
- Dialogus de oratoribus, […] xviii folia
- Suetonii Tranquilli De grammaticis et rhetoribus, […] folia vii

Poggio versuchte vergeblich, die Handschrift für sich persönlich zu erwerben. Der Codex gelangte erst im Rahmen der Büchersuche von Papst Nikolaus V. in Deutschland und dem nördlichen Europa durch Enoch von Ascoli nach Rom. Danach und nach der Anfertigung einiger Abschriften der einzelnen Werke verliert sich jede Spur der Handschrift.
Die einzige heute noch erhaltene Handschrift, die als direkte Abschrift aus den Codex Hersfeldensis gilt, ist der 1902 entdeckte Codex Aesinas Latinus 8 (Cod. Vitt. Em. 1631 der Biblioteca Nazionale Centrale di Roma). Der Aesinas wurde in der Zeit nach der Beschreibung Decembrios bis spätestens 1474 durch den Humanisten Stefano Guarnieri erstellt und enthält Teile des Agricola und die volle Germania und einer weiteren Schrift. Im Agricola-Teil sind vier Folioblätter in karolingischer Minuskel eingebunden. Dieses Agricola-Fragment gilt in der Forschung als das einzig heute erhaltene Originalstück des Codex Hersfeldensis.